# الکتون (اوهایو)
الکتون (به انگلیسی: Elkton) یک منطقهٔ مسکونی در ایالات متحده آمریکا است که در شهرستان کلمبیانا، اوهایو واقع شده‌است.